# الورادنة (المحويت)

تعديل مصدري - تعديل

الورادنة هي إحدى قرى عزلة الحواصلــة بمديرية المحويت التابعة لمحافظة المحويت، بلغ تعداد سكانها 59 نسمة حسب تعداد اليمن لعام 2004.